# روب كارتر
روب كارتر (بالإنجليزية: Rob Carter)‏ هو مصمم جرافيك أمريكي، ولد في 1976.